# Teatr Mały w Warszawie (1906–1939)
Teatr Mały – teatr dramatyczny w Warszawie założony 12 maja 1906. Mieścił się w małej sali w gmachu Filharmonii. Pomyślany jako teatr debiutów młodych aktorów.
Do 1909 dyrektorem teatru był Marian Gawalewicz, do 1914 Kazimierz Zalewski. W czasie I wojny światowej teatrem zarządzało Stowarzyszenie Artystów Teatru Małego. W 1911 połączono go z Teatrem Zjednoczonym, w latach 1918–1939 z Teatrem Polskim pod dyrekcją Arnolda Szyfmana oraz kierownictwem literackim Leona Schillera, Tadeusza Boya-Żeleńskiego i Juliusza Kaden-Bandrowskiego. W latach 1924–1925 był częścią Spółdzielni Aktorów Teatru Polskiego i Małego, 1931–1932 zrzeszenia aktorów „Spółka sześciu”, 1932–1933 Teatrów Zjednoczonych. W latach 1933–1939 był w zarządzie Towarzystwa Krzewienia Kultury Teatralnej.
Teatr zamknięto w 1939.